# 金魚三
劍魚座β，又名CP-62 487，HD 37350、SAO 249311、HR 1922，是劍魚座的一颗恒星，视星等为3.76，位于銀經271.73，銀緯-32.77，其B1900.0坐标为赤經5h 32m 45.4s，赤緯-62° -32.77′ 19″。